# 우산중학교 (경북)
우산중학교(于山中學校)는 경상북도 울릉군 울릉읍 저동리에 있었던 공립 중학교이다.

## 학교 연혁
- 1964년 2월 21일: 우산고등공민학교 설립인가
- 1966년 3월 1일: 우산중학교 사립인가
- 1971년 9월 1일: 우산중학교 공립(6학급)인가
- 2010년 3월 1일: 학급수 4학급 인가(특수 1학급 포함)
- 2019년 1월 4일: 제51회 졸업식(졸업생 19명, 총 졸업 3,578명)
- 2019년 3월 1일: 제36대 전인한 교장 부임
- 2019년 3월 4일: 제54회 입학식 신입생 14명 입학(남 5명, 여 9명)
- 2020년 2월 29일: 폐교 및 울릉중학교와 통합[1], 54년만에 폐업

## 참고 자료
- 우산중학교 - 한국교육학술정보원 학교알리미